# 松嶋れいな
松嶋 れいな（まつしま れいな、1987年3月17日 - ）は、日本のAV女優、ストリッパー。アクシスプロモーション所属。
趣味や特技：街の探索、買い物、料理、掃除。

## 略歴・人物
2006年6月に『新人ギリギリモザイク』でAVデビュー。
2008年1月16日には浅草ロック座にてストリップデビュー。

## 出演作品

### アダルトビデオ
2006年
- 新人×ギリギリモザイク 新人ギリギリモザイク（6月19日 エスワン）
- ギリギリモザイク 激パイズリ5（7月19日 エスワン）
- ギリギリモザイク 6つのコスチュームでパコパコ!（8月19日 エスワン）
- ギリギリモザイク SEX ON THE BEACH 〜南の島でパコパコ!（9月19日 エスワン）
- ギリギリモザイク 妄想的特殊浴場 本指名 松嶋れいな（10月19日 エスワン）
- ギリギリモザイク 誘惑エロティックFUCK（11月7日 エスワン）
- ギリギリモザイク れいなとのパコパコ新婚生活♥（12月7日 エスワン）

2007年
- ギリギリモザイク 激烈ピストン 6（1月7日 エスワン）
- ギリギリモザイク 学校でセックスしよっ♥（2月19日 エスワン）
- ギリギリモザイク Gカップ! 揉みまくり濃厚セックス（3月19日 エスワン）
- ギリギリモザイク 僕だけの♥巨乳ママ（4月19日 エスワン）
- 悶絶アクメ 無制限電マ（4月25日 ダスッ!）
- ギリギリモザイク バコバコ乱交 29（5月7日 エスワン）
- Gカップ巨乳女子校生 松嶋れいな 20連発中出し!（5月25日 ダスッ!）
- SUPER☆MODEL（6月25日 kira☆kira）
- kira☆kira SPECIAL GANGBANG★3MIX（7月25日 kira☆kira）
- Gカップカリスマ店員 松嶋れいな 20連発中出し!（8月25日 ダスッ!）
- Gカップ巨乳ナース 家畜小便絞り（9月25日 ダスッ!）
- 痴女…レイプ治療（10月21日 h.m.p）
- 解禁! コスプレ着衣性交（11月21日 h.m.p)
- WATER POLE 40（12月11日 プレステージ）

2008年
- SPICY[スパイシー] 01（1月1日 プレステージ）
- E-BODY（1月13日 E-BODY）
- EROTIC GIRLS（2月1日 アイデアポケット）
- FELLATIO FESTIVAL 8（2月1日 アイデアポケット）オムニバス作品
- W女教師 レイプ 輪姦（3月13日 MOODYZ）
- 松嶋れいな 大全集（3月21日 ビデオバンク） ※総集編
- ボイン大好きしょう太くんのHなイタズラ 10（4月3日、グローリークエスト）
- RAZZ-MA-TAZZ 15（4月10日 ラストラス）オムニバス作品
- ワリキリ（4月19日 Kichu）
- 美人OLのランチタイム 3 オフィス街の肉欲交尾（6月5日、グローリークエスト）オムニバス作品
- S1 GIRLS COLLECTION ハイパーギリモザ8時間（7月7日 エスワン） ※総集編 他多数出演
- BIG BAN BOMB 04（7月10日 ラストラス）オムニバス作品
- 東京25時 Vol.19（9月11日 プレステージ）
- GLAMOROUS（10月17日 レアル・ワークス）
- kira☆kiraSPECIAL 淫乱スタイルGALS☆SEXマシーン大乱交（10月19日、kira☆kira）
- 105I 95G 94G 88G OPPAI 女教師スペシャル（11月19日 OPPAI）
- おしゃぶりVENUS（11月22日、エムズビデオグループ）※AVグランプリ2009 女優部門エントリー作品

2009年
- キミの1日ボクが買います 「松嶋れいな」と過ごす24時間（4月17日 GLAY'z）
- MANNISH 03（4月22日 プレステージ）
- ボイン大好きしょう太くんのHなイタズラ（5月1日 グローリークエスト）
- 淫唇×唾液×濃厚SEX（5月13日 MOODYZ）
- A→HIP 魅惑のオシリーナ（5月19日 ROOKIE）オムニバス作品
- Wギャル ボイン（6月13日 MOODYZ）
- FETISH BODY（7月1日 MOODYZ）
- 東京BUNNY NIGHT 2（7月7日 ビーフリー）

2010年
- 生徒を食べちゃうノーブラ先生（1月25日、美）
- kira☆kira SPECIAL HEAT ISLAND 〜太陽の下で灼熱大乱交〜（2月19日、kira☆kira）
- 中出し超高級ソープ嬢（3月18日、SODクリエイト）
- 奇跡の美乳（4月16日、ケイ・エム・プロデュース）
- 美乳女教師の誘惑レッスン（5月17日、ケイ・エム・プロデュース）
- GALSONA 特別編 003（5月21日、プレステージ）
- 秒殺!!フェラチオクィーン 松嶋れいなに生中出し（6月25日、ケイ・エム・プロデュース）
- 超絶品BODY女教師（7月1日、MOODYZ）

### イメージビデオ
- 裸体（2006年4月25日、シャッフル）
- 美女と湯けむり 第二集（2007年10月24日、ジェネオン・エンタテインメント）

### テレビ番組
- 桃のふくらみ #36（MONDO TV）
- 美女と湯けむり #21、#22（旅チャンネル）

## 電子書籍

### デジタル写真集
2007年
- JUICY HONEY（2月22日、デジタル・コンテンツ社）
- 松嶋れいな デジタル写真集（10月25日、Level4）
- 解禁!! 松嶋れいな オトナの写真集（11月29日、オープンモール）
- 爆乳姫! 『Gカップの誘惑』 松嶋れいな デジタル写真集 01（12月27日、pad inc.,）

2008年
- 『Hなお姉さんは好きですか?』 Gカップ! 松嶋れいな デジタル写真集 02（1月4日、pad inc.,）
- 『EROS』 Gカップ! 松嶋れいな デジタル写真集 03（1月17日、pad inc.,）

### ムービー
2007年
- JUICY HONEY MOVIE（2月22日、デジタル・コンテンツ社）